# 爱德华时代
愛德華時代（Edwardian era）指1901年至1910年英国国王爱德华七世在位時期，有時甚至延續至1914年，介于维多利亚时代和第一次世界大战之间。维多利亚时代中後期和愛德華時代被認為是大英帝国黃金時代。
1901年1月22日维多利亚女王逝世，维多利亚时代结束，爱德华七世继位英国国王，开启了爱德华时代。和甚少在公众场合出现的维多利亚女王不同，爱德华七世是潮流精英的领袖，喜好遊覽，建立了受欧洲大陆艺术和潮流影响的时尚。自由主義者在1906年重新执政并進行改革。这一時期摩洛哥危機發生、日俄戰爭，英國与德國、美國、俄羅斯等國競爭顯著。政治出現重要變化，勞工和女性的政治參與程度越來越深。

## 科学与技术
这一时期的特点是创新技术涌现。欧陆学者，如马克斯·普朗克和阿尔伯特·爱因斯坦当时正在进行极为重要的研究。第一个诺贝尔奖也在这时颁出。同时间，欧内斯特·卢瑟福出版了有关放射的著作。也是在这段时间里，古列尔莫·马可尼里发出了第一个无线电讯号，莱特兄弟首次飞上天空。
爱德华时代结束时，路易·布莱里奥飞过了英吉利海峡。而世界上最大的船只奥林匹克号开始处女航。罗尔德·亚孟森和罗伯特·斯科特的探险队也到达了南极。

## 经济
爱德华时代和平充裕，和其他时代相比与别不同。严重萧条没有出现，繁荣随处可见。虽然英国在经济增长率、制造业产量方面已经被对手美国和德国超过，但是英国仍然在世界贸易、金融和运输方面处于领先地位，而且在制造和采矿方面也有稳固基础。为应对全球变化，工业领域减缓了生产速度，而精英亦偏好悠闲享乐。不过这一时期的主要经济成就仍然需要重视。世界金融中心伦敦的效率、范围远胜于纽约、巴黎和柏林。英国在正式和非正式的帝国领土建立了巨额海外储蓄。英国在美国的各行各业中，都有巨型的金融控股公司。这些资产在第一次世界大战初期，英国替军需付款时，显得极其重要。全国各地的便利设施不断增加 - 周围一片繁荣景象。工人开始进行政治抗议活动，争取在政府中有更大的声音。不过，在1908年之后，英国才出现程度较高的工业骚动。

## 建筑
埃德溫·魯琴斯、查爾斯·雷尼·麥金托什和贾莱斯·吉尔伯特·斯科特都是当时著名的建筑师。虽然欧洲大陆当时流行新艺术运动，但是英国相当多公共建筑物都采用了爱德华时代巴洛克（Edwardian Baroque）建筑风格。很多设计师都从克里斯多佛·雷恩处取得了灵感。爱德华时代的建筑师不再带有上一时代建筑师的折衷主義品味，令喬治時代建築（Georgian architecture）风格、新古典主义建筑风格复兴。

## 艺术
和爱德华时代相对应的法国时期是美好年代。这一时代虽短，却有独特的建筑风格、时尚和生活方式。新艺术运动的影响力尤其强大。汽车和电力发展对艺术家也有一定的影响力。同时间，他们的人权意识也越来越强。

## 阶级与社会
爱德华时代英国阶级制度极其森严。经济和社会变化创造了社会流动性更大的环境。这些变化包括社会主义越来越受到重视、穷人困境得到关注、女性地位产生变化和经济机会变多。第一次世界大战结束后，以上变化的过程变得更加急促。

### 女性地位

#### 女性与生育控制
虽然堕胎是犯法行为，但是，它仍然是最为广泛的生育控制方法。堕胎女性多数出身工人阶级，她们堕胎不但是为了停止怀孕，也是为了避免陷入穷困和失去工作。如果女性因为接受堕胎手术，从而死亡或者患病，那么进行手术的医生有可能被判监禁，甚至死刑。运送生育控制用品的人可被依法处罚。随着生活质素提升，生育控制和堕胎变得更加普遍。民众不追求人数众多的大家庭，相反，他们追求人数较少的小家庭，以过上较为舒适的生活。随着时间的推移，生育控制用品的价格变得越来越高，但是，它却有甚高的失败率。和使用生育控制用品不同的是，堕胎并不需要任何事前计划，费用也较为低廉。报纸上的广告也间接地宣传推销堕胎药物。并不是所有社会上的人都接受生育控制和堕胎，反对者认为两者都是罪行，而且是同一种罪行。和乡郊相比，城市的堕胎现象较为普遍，因为乡郊居民接受堕胎比较困难。堕胎有可能导致女性患病或者死亡。服用鉛丸者，会经常有呕吐感并且头痛，在某些案例中，还会出现手部瘫痪。女性经常受骗购买无效药物。很多内科医生不愿进行堕胎手术的原因不单是因为他们担心因此受到法律制裁，也是因为他们视堕胎手术为有可能危害女性生命的不道德行为。因为堕胎是非法行为，而且有很多内科医生不愿进行这一手术，所以，不少女性代替专业医生，使用钩针一类的器具进行堕胎手术。当时多数的女权主义者将焦点放在女性教育和就业上面，没有关注生育控制和堕胎这个极具争议性的问题，因为这一问题和滥交、卖淫有关。教会批评堕胎这一行为，称之为不道德的行为，违反了女性生育的角色。很多人都认为堕胎是一种自私的行为，令人得以逃避责任，造成道德堕落。已有子女又不愿增添子女的女性，经常用堕胎解决问题。因此，家庭规模大幅缩小。

#### 女性贫穷
1834年济贫法（1834 Poor Law）对需要救济的人，作出了定义。这一法令反映出当时的性别状况：男性是收入来源。法令限制了失业健全男性可以接受的救济金额，因为当时的观念认为，这样做会促使他们寻找工作。女性受到区别对待。济贫法通过后，女性和儿童得到大部分的援助。女性在法律上不是独立的个体，她们和儿童属于同一类别。假若一个已婚男性身体残障，那么在法律当中，他的妻子也会被归为残障人士。未婚母亲会被送到济贫院，受到不准在星期日上教堂等不平等对待。女性遇到婚姻纠纷，经常会失去子女抚养权，即使她们的丈夫行为不当，情况往往也是一样。
当时单身母亲是社会最贫穷的人，有至少四个不利之处。第一，女性寿命一般较长，往往造成丈夫逝世但是，仍然需要养育子女的情况出现。第二，女性的工作机会较小，薪酬也较低。第三，女性亡夫后再嫁的机会较小，这个情况下女性是家庭的主要收入来源。第四，贫穷女性的膳食一般较差，因为她们的家人一般会分得较好的食物。很多女性营养不良，缺乏医疗保健。

#### 女性家仆
当时英国无论是在城市地区抑或是在乡郊地区，都有大量男女家仆。富裕人士依靠工人阶级男女打理家务。雇主除了向雇员提供衣、食、住之外，还向雇员提供一份微薄的薪金。在大宅的自我封闭社会制度内生活。因为越来越少人愿意从事这一行业的工作，所以家仆数量在爱德华时代不断下跌。当时未婚男性受雇为家仆的机会高于已婚男性。

### 时尚
上流社会的人士在这一时期喜好进行悠闲运动，令时装快速发展，更加轻便灵活的服饰出现。爱德华时代女性内穿紧身胸衣，外穿长裙。爱德华时代之后，胸衣不再是女性日常衣着。按照亚瑟·马威克的说法，大战期间最引人注目的时尚发展，是女裙的变化，“虽然，大部分事情被政治家恢复到战前的原状，但是，女裙下摆失掉的几寸却没有人补回去”。

### 文学
当时的著名作家有J·M·巴里、阿諾德·本內特（Arnold Bennett）、G·K·卻斯特頓、约瑟夫·康拉德、约翰·高尔斯华绥、肯尼思·格拉姆、E·内斯比特、碧雅翠絲·波特、萨基、萧伯纳、H·G·威尔斯、伊迪丝·华顿和P·G·伍德豪斯。作家在这一时期出版了大量小说和短篇故事。知识分子作品和大众作品之间出现明显差异。A·C·布拉德利（A. C. Bradley）的莎士比亚悲剧（Shakespearean Tragedy）是最出名的文学批评作品之一。由艾爾弗雷德·哈姆斯沃思，第一代諾思克利夫子爵等出版业大亨操控的大众报纸变得越来越重要。

### 音乐
当时的录音设备，如播放蜡筒唱片（Wax Cylinder）的留声机对现时的标准而言音质差劣。无论是业余人士亦或是专业人士都经常进行即场演奏。亨利·伍德（Henry Wood）、爱德华·埃尔加、古斯塔夫·霍尔斯特、阿诺德·巴克斯、乔治·巴特沃斯（George Butterworth）、雷夫·佛漢·威廉斯和汤玛斯·比彻姆都是当时的音乐家。夏季时军乐队、管乐队会在公园演奏。

### 表演
当时的电影十分原始，所以民众比较欣赏表演。音乐厅（Music hall）在当时非常普遍。爱德华时代具有影响力的表演家有维斯塔·蒂利（Vesta Tilley）和小廷奇（Little Tich）。
当时最成功的剧作家是W·薩默塞特·毛姆。1908年时，他有四处戏剧同时在伦敦上演。笨拙（Punch）杂志也推出了一幅毛姆的漫画。他的戏剧和他的小说一样，剧情架构大致相同。不过，这一时期内，萧伯纳、哈利·格蘭維爾-巴克爾（Harley Granville-Barker）等新戏剧作家也开始崛起。亨利克·易卜生、格哈特·霍普特曼等欧陆剧作家的作品也开始引入英国。
亨利·欧文爵士（Sir Henry Irving）、乔治·亚历山大爵士（Sir George Alexander）和赫伯特·毕尔邦·特里爵士（Sir Herbert Beerbohm Tree）的经理人制度开始衰落。

## 运动
1908年夏季奥林匹克运动会于伦敦举办。不同运动在不同阶层的欢迎程度，往往符合阶级划分。富裕人士喜爱网球和游艇，而工人则偏好足球。

### 足球
阿斯頓維拉足球俱樂部在这一时期一直保持超群绝伦的地位，在1905年第四次赢得英格蘭足總盃冠军，在1909年第六次赢得甲級聯賽冠軍。伯恩利足球俱乐部在1910年为庆祝成功，采用了紫红和蓝的俱乐部色。桑德兰足球俱乐部在1901年赢得了第四个甲級聯賽冠軍。利物浦足球俱乐部、纽卡斯尔联足球俱乐部和曼徹斯特聯足球俱樂部也在这段时间内崛起，赢得第一个甲级联赛冠军。

## 政治与重要事件
爱德华时代早期，第二次布尔战争将英国政治家分为反战和主战两派。发表演说反对战争的演说家，如自由党人大卫·劳莱·乔治变得越来越重要。不过，当时执掌政权的是约瑟夫·张伯伦等统一主义者（Unionist）。统一主义者主张进行关税改革（Tariff Reform），将大英帝国整合为一个单位。不过这一主张受到自由党人反对，自由党人声称改革会导致食物价格上涨。结果，在1906年大选中，自由党取得了压倒性优势。不过，自由党在上台执政后，受到保守党操控的上议院阻挠，无法推行激进政策。上下议院围绕劳莱·乔治的人民预算（People's Budget）爆发了冲突，这场冲突后来导致政府和君主向上议院施压，迫使上议院通过削弱自身权力的1911年国会法令（Parliament Act 1911）。1910年大选结束后，国会进入懸峙状态，令势力平衡取决于工党和爱尔兰民族主义者（Irish Nationlist）。

## 后世观感
爱德华时代常被后人想象成一个浪漫的黄金时代，有夏日午后、游园会，还有大英帝国的不落太阳。一群以怀旧之情，越过大战深渊，回忆爱德华时代的人在20世纪20年代建立了这种观感。也有人认为，爱德华时代和取得巨大成就的维多利亚时代、遭到巨大灾难的一战时期相比，不过是一个平庸的享乐时代。近期的学者强调这一时期贫富悬殊严重，认为这一时期的事件预示往后政治和社会生活会出现巨大变化。穿破裤子的慈善家（The Ragged-Trousered Philanthropists）就是这一时期的社会批评作品。
对这一时期的浪漫想象受到现代历史学家质疑。历史学家劳伦斯·詹姆斯（Lawrence James）指出20世纪初的英国人感到其他强权如德国、俄国和美国对他们的威胁越来越严重。

## 有关书籍
- Black, Mark. Edwardian Britain: A Very Brief History (2012)
- Delap, Lucy. "The Superwoman: Theories of Gender and Genius in Edwardian Britain," Historical Journal (2004) 47#1 pp. 101-126
- Gray, Anne. . National Gallery of Australia. 2004. ISBN 978-0642541499.
- Hawkins, Alun. "Edwardian Liberalism," History Workshop (1977) #4  pp 143-61
- Holland, Evangeline. Pocket Guide to Edwardian England (2013)
- Nowell-Smith, Simon, ed. Edwardian England, 1901-14 (1964), 620pp; wide-ranging essays by scholars
- Read, Donald, ed. Edwardian England (1982) 186pp; essays by scholars
- Thompson, Paul Richard. . Routledge. 1992. ISBN 0-203-41320-2.
- Thackeray, David, "Rethinking the Edwardian Crisis of Conservatism," Historical Journal (2011) 54#1  pp. 191-213
- Ubbelohde, A. R. "Edwardian Science and Technology: Their Interactions," British Journal for the History of Science (1963) 1#3 pp. 217-226